# Исаенков, Иван Фролович
Иван Фролович Исаенков (8 марта 1898 года — 1993 год) — советский генерал-майор юстиции, участник Гражданской и Великой Отечественной войн.

## Биография
Иван Фролович Исаенков родился 8 марта 1898 года в деревне Малые Ермаки (ныне — Угранский район Смоленской области). 24 апреля 1919 года был призван на службу в Рабоче-Крестьянскую Красную Армию.
С августа 1940 года Исаенков занимал должность председателя Военного трибунала Ленинградского военного округа. Продолжал оставаться на этом посту и в годы Великой Отечественной войны, когда округ был преобразован в Ленинградский фронт. На протяжении всей блокады Ленинграда оставался в осаждённом городе, в условиях, когда сотрудники аппарата трибунала, конвойных и прочих подразделений страдали от истощения и холода, обеспечивал бесперебойную работу фронтового трибунала и подчинявшихся ему на различных этапах военных действий от 40 до 75 трибуналов войсковых частей, соединений и учреждений. Ещё в первые месяцы войны, 30 июля 1941 года, Исаенков установил срок рассмотрения уголовного дела — до 3 дней со дня поступления в трибунал, включая сюда и приведение приговора в исполнение.
При этом в военные годы фронтовому трибуналу подчинялись городской и районный народные суды, также преобразованные в трибуналы. В условиях военной обстановки и жестокой блокады Ленинграда на Военный трибунал Ленинградского фронта легли также функции суда второй инстанции — именно ему принадлежали функции по проверке приговоров и решений нижестоящих судов. Осенью 1942 года городскому суду были переданы функции второй инстанции, однако вплоть до конца войны в юридическом отношении он подчинялся руководимому Исаенковым трибуналу.
Неоднократно являлся председательствующим на судебных процессах против немецких военных преступников и их пособников из числа советских граждан, в том числе тех, кто обвинялся в совершении зверских насильственных действий против пленных и мирных граждан. В частности, Исаенков был председательствующим на Новгородском процессе 1947 года. Продолжал возглавлять трибунал Ленинградского военного округа и в послевоенные годы, когда военная юстиция перешла на штат мирного времени.
В марте 1949 года Исаенков был переведён в Москву на должность начальника Главного управления военных трибуналов Вооружённых Сил СССР, занимал этот пост до ноября 1950 года. В декабре 1953 года был уволен в запас. Умер в 1993 году.

## Награды
- Орден Ленина (21 февраля 1945 года);
- 3 ордена Красного Знамени (21 февраля 1944 года, 3 ноября 1944 года, 20 июня 1949 года);
- Орден Кутузова 2-й степени (29 июня 1945 года);
- Орден Отечественной войны 1-й степени (5 октября 1944 года);
- Орден Красной Звезды (10 февраля 1943 года);
- Медаль «За оборону Ленинграда» и другие медали.